# Фан Джии
Фамилията Фан в това китайско име се пише отпред.
Фан Джии (на китайски: 范志毅) е китайски футболист и треньор. От 2016 г. е мениджър на дублиращия отбор на Шанхай Шенхуа. Има 106 мача и 17 гола за националния отбор на Китай, като е капитан на тима между 1998 и 2000 г. Заедно със Сун Джихай са първите китайци, играли в първенството на Англия, преминавайки в Кристъл Палас през 1998 г. Фан играе за тима три сезона, като през 2001 г. е избран за футболист на сезона в клуба.

## Клубна кариера
Юноша е на Шанхай Шенхуа, като е в школата на тима от 1987 г. През 1988 г. е взет в Б отбора на националния отбор на Китай, който се подгтовя отделно от клубните школи, тъй като тогава футболът в Китай още не е професионален, и до 1992 г. Фан е в системата на националните гарнитури. Дебютира за Шанхай Шенхуа през 1994 г., като бързо се налага като основен централен защитник на тима. Добрата му физическа подготовка и включванията при статични положения му помагат да допринася полза за своя тим, като отбелязва и немалко голове в местния шампионат. Джии е използван на множество позиции от треньорите, а през сезон 1995 г. играе като нападател и става голмайстор на шампионата. Същата година Шенхуа става шампион на Китай. През 1998 г. Фан е капитан на отбора при триумфа в турнира за Купата на Китай.
През 1998 г. Фан преминава в Кристъл Палас за 700 000 паунда. Привличането му прави фурор, като над 100 милиона негови сънародници гледат дебюта му по телевизията. През първия си сезон помага на тима да се спаси от изпадане от тогавашната Първа дивизия. По това време Фан може да премине в Нюкасъл Юнайтед или Ливърпул, но отказва, тъй като в контракта е заложено да не играе за националния отбор. Въпреки че Палас изпитват финансови трудности, Джии остава в тима. През сезон 2000/01 е избран за футболист на сезона в тима. Също печели наградата за футболист на годината в Азия. През есента на 2001 г. обаче мениджърът Стийв Брус заявява, че няма да разчита на Джии, защото защитникът не е изпълнил обещанието си да не играе за националния отбор на Китай в квалификациите за Мондиал 2002.
След като става ненужен в Палас, защитникът преминава в Дънди Юнайтед. Там записва 14 срещи и вкарва 2 гола, един от които в дербито срещу Селтик. През лятото на 2002 г. се завръща в Китай с екипа на Шанхай Интернешънъл, но само след няколко месеца решава да се завърне в Англия. Преминава пробен период в Джилингам, преди да подпише с Кардиф Сити.
През октомври 2003 г. преминава в тима на Булер Рейнджърс, като става и помощник-треньор. През сезон 2004/05 играе за Шанай Зобон, където също е играещ помощник-треньор. Приключва кариерата си на футболист след втори престой в Булер Рейнджърс.

## Национален отбор
Привличан е в младежкия и олимпийския национален отбор още като юноша. През 1990 г. става шампион на Китай с дублиращия национален отбор. Представянията му са ключови за класирането на Китай на Мондиал 2002. След световното първенство слага край на кариерата си в националния отбор.

## Треньорска кариера
През 2010 г. е треньор на Шанхай СИПГ. От 2016 г. е треньор на втория отбор на Шанхай Шенхуа.

## Успехи

### Клубни
- Шампион на Китай – 1995
- Купа на Китай – 1998

### Индивидуални
- Футболист на годината в Азия – 2001
- Футболист на годината в Китай – 1995, 1996, 2001
- Голмайстор на Китайска А лига – 1995
- В отбора на годината на А лигата – 1995, 1996, 1997